# Gephyrosaurus
Gephyrosaurus is een geslacht van uitgestorven vroege rhynchocephaliërs dat voor het eerst werd beschreven en in 1980 werd benoemd door Susan E. Evans. Het is wellicht in de verte verwant aan de bestaande Sphenodon (tuatara van Nieuw-Zeeland) waarmee ze een aantal skeletkenmerken deelden, waaronder een grote rij tanden langs de zijkant van het verhemeltebeen en de achterste tak van het dentarium. 

## Naamgeving
De typesoort Gephyrosaurus bridensis leefde tijdens het Vroeg-Jura in het huidige Wales. De geslachtsnaam is afgeleid van het Nieuwgrieks gephyros, 'brug', een verwijzing naar de vindplaats: de Pontalusgroeve te Bridgend (Wales), waar ook de soortaanduiding naar verwijst. Het holotype is  UCL T. 1503, een rechterdentarium van de onderkaak.
Whiteside & Duffin (2017) beschreven de tweede soort Gephyrosaurus evansae, Evans erend, bekend van een gedeeltelijk bovenkaaksbeen, gevonden in de spleetvullingen van het Laat-Trias (Rhaetien) in de Carboonkalksteen in Somerset. 

## Anatomische beschrijving

### Ledematen
Observatie van de skeletelementen van Gephyrosaurus bridensis maakt duidelijk dat dit een op de hagedissen lijkend wezen was, hoewel het daar niet nauw aan verwant was. Het bezat relatief lange, slanke poten waardoor het snel kon rennen om een prooi te achtervolgen of te ontsnappen aan grotere carnivoren. Het is mogelijk dat dit organisme niet volledig in bomen leefde, hoewel het sterke poten en klauwen had die het mogelijk zouden maken om te klimmen. Het is onwaarschijnlijk dat Gephyrosaurus tweevoetig was.

### Wervels
Twee verschillende wervels van Gephyrosaurus bridensis werden beschreven, en deze wervels lijken erg op de huidige brughagedis Sphenodon, wat sterk bewijs levert dat de twee geslachten verwant zijn.

### Gebit
Gephyrosaurus bridensis bezat een pleurodont gebit waarvan wordt aangenomen dat het tijdens het leven van het dier langzaam is vervangen. In haar artikel uit 1985 suggereert Evans dat dit de voorouderlijke staat zou kunnen zijn voor tandvervanging bij lepidosauriërs.

## Fylogenie
De soorten van Gephyrosaurus zijn de enige rhynchocephaliërs die buiten Sphenodontia liggen in moderne definities van de groep, en in sommige fylogenetische analyses is gebleken dat ze nauwer verwant zijn aan de Squamata.

## Gedrag
Gephyrosaurus was een landbewonend reptiel en wordt verondersteld een insecteneter te zijn die een geduldige voedingsstrategie gebruikte terwijl het wachtte op de komst van een prooi. Een hoog voorkomen van kaakfracturen gevonden bij exemplaren toont dat dit dier potentieel territoriaal was en soortgenoten zou aanvallen die zijn domein binnenkwamen.